# Limnocottus pallidus
Limnocottus pallidus (широколобка вузька) — вид скорпеноподібних риб родини Abyssocottidae.

## Поширення
Ця прісноводна риба є ендеміком озера Байкал у Росії. Мешкає на мулистому дні на глибині в межах 150—1000 м.

## Опис
Тіло витягнуте і вузьке. Черевні плавці доходять до анального отвору. Очі опуклі і різко витягнуті в довжину. Шипи і гребені на голові відсутні. На кінці рила, що нагадує дзьоб качки, є горбик. Спина і потилицю жовто-бурі, боки світло-жовті, черево світло-сіре. Спинні, хвостовій і верхня частина грудного плавців фіолетово-бурі, анальні і черевні — сірувато-бузкові. Плям немає. Самці можуть досягти завдовжки 13,1 сантиметрів, в той час як самиці можуть досягати максимальної довжини тіла у 14,6 см. Максимальна вага становить 16 грам. Риба може жити до 12 років.

## Спосіб життя
Нерест відбувається в лютому-березні. Харчується в основному донними бокоплавами.